# Kip McKean
Thomas Wayne "Kip" McKean (Indianapolis, Indiana, 1954. május 31. –) alapítója és volt vezetője a Krisztus Nemzetközi Egyházainak és alapítója valamint egykori vezetője a Los Angelesben található Angyalok Városa Nemzetközi Keresztény Egyház nevű vallási szervezetnek, és hajdani vezetője a Nemzetközi Keresztény Egyházak nevű mozgalomnak.

## Élete
McKean Indianapolisban született. Őse, Thomas McKean után kapta nevét, aki az Egyesült Államok függetlenségi nyilatkozatának egyik aláírója volt. 1976-ban házasodott össze Elena Garcia-Bengocheaval. Három gyermekük született.
McKean 1972 első éves hallgatója volt a Floridai Egyetemen, ahol találkozott Charles H. "Chuck" Lucas egyetemi lelkésszel, aki akkoriban diákszolgálat vezető volt a 14. utcai Krisztus Egyházának.
1976-ban, McKeant alkalmazták a diák szolgálat vezetésére a Heritage Chapel Krisztus Egyházában, az Észak Illinois Egyetemen Charlestonban.

## Lexington Krisztus Egyháza
Kip McKean 1979-ben lett kinevezve a Lexingtoni Krisztus Egyház vezetőének.
Miután Chuck Lucas lelkész mentorát, homoszexuális tevékenysége miatt leváltották a Keresztút mozgalom vezetői pozíciójából, ezt követően a keresztutak szolgálatban képzett vezetők új legfőbb vezetőt, reformert illetve "inspirációs forrást" kerestek maguknak, melyet a Chuck Lucas által a keresztutak szolgálatban képzett Kip McKean személyében találtak meg.
A nyolcvanas évek közepétől Kip McKean és felesége, Elena McKean a Keresztút mozgalomban tanult teológiát és vallásgyakorlatot már nem csak egy egyház diákszolgálat-csoportján belül, hanem életkortól és élethelyzettől függetlenül egy egész egyházban alkalmazta. Tehát a keresztutak mozgalommal ellentétben ők nem csak a diákoktól, hanem minden életkorú és élethelyzetű tagtól ugyan azt az elkötelezettségi szintet várták el. Ezt követően a Lexingtoni egyház is a Keresztutak Egyházhoz hasonlóan sikeres egyházzá, és vezetőképző mozgalommá vált.
A másik dolog amin Kip McKean változtatott a Keresztutak egyházhoz képest, hogy nem imapartnereknek nevezte a tagok közötti kötelező együttműködési kapcsolatokat, hanem nevelési kapcsolatoknak nevezte el (Discipling partnerships). A nevelési kapcsolatok lényege az volt, hogy a nevelőnek folyamatos képzésben kellett részesítenie a neveltet. Ehhez a bibliát kellett használnia eszközként, valamint a nevet személy köteles volt mindenben kikérni nevelője tanácsát élete minden aspektusáról beszámolni, valamint köteles volt a nevelő iránymutatásainak engedelmeskedni. A nevelő neveltre vonatkozó meglátásait nem kérdőjelezhette meg.
A Krisztus hagyományos egyházainak vezetői közül sokan ellenezték a McKean házaspár által kialakított nevelési kapcsolatokat. A Lexingtoni Egyház tanításban radikálisabb, a bibliai keresztény élet gyakorlati megvalósításban (főként a missziós buzgóság és a keresztények egymás közti mély kapcsolatainak biblikus helyreállítása területén) hatékonyabb volt, mint Krisztus Egyházaiban akkoriban működő csoportok. A Kip McKean vezette Krisztus igaz egyházában Krisztus modern kori tanítványai csak olyan "igaz" Krisztus-követők lehettek, akik folyamatosan megtértek, bűneiket komolyan megbánták, valamint akik radikálisan buzgó és komolyan áldozatkész vallási életet éltek.

## Krisztus Nemzetközi Egyházai
Miután taglétszámban gyarapodott a Lexingtoni Egyház, bírálói megszüntetni szerették volna. 1981-től kezdődően Kip McKean és felesége a Lexingtoni egyházat Bostoni Krisztus Egyházának nevezték át, melyet később a kívülállók Boszton mozgalomnak is neveztek.
Mivel Kip és Elena McKean már mindenkitől azonos elkötelezettséget várt el, ezzel sokan nem értettek egyet és ezek közül a tagok közül sokan elhagyták az egyházat. A mozgalmat elhagyó extagok véleménye szerint, jellemzően nem az elkötelezettségükkel volt a probléma, hanem a vezetők hatalmi visszaéléseivel, az ő kritikáik megerősítették azoknak a Krisztus Egyházai lelkészeinek a véleményét, akik már amúgy is kritikus szemmel néztek a Kip McKean által vezetett mozgalomra.
A kritikák szerint ez a mozgalom elveszi az egyháztagok szabadságát, és a vezetőséget egy hatalmaskodó hatalmi szervezetté teszi, és megosztja az egyházat.
1987-ben Flavil R. Yeakley Jr. egy amerikai professzor és munkatársai, felmérést készített az egyházban, melynek során 90 egyháztaggal készítettek olyan jellegű személyiségtesztet mely a Myers–Briggs-típuselmélet alapján lett összeállítva. Az eredményeket kiértékelve Yeakley 1988-ban tanulmány írt, és kimutatta, hogy azok akik hosszú távon az egyház tagjaiként élik életüket, személyiségváltozáson mennek keresztül, és egy bizonyos típusú személyiség irányában történik ez a változás, mégpedig a tagok a vezetőik személyiségéhez hasonlóvá változnak. 1988-ban a fővonalbeli Krisztus Egyházai elhatárolódtak a Kip McKean vezette mozgalomtól, mivel úgy döntöttek, nem támogatják tovább Kip McKean módszereit. Véleményük szerint, Kip McKean által képviselt nevelés biblia-ellenes "nem biblikus" tanítás, és vallásgyakorlat, mely pszichológiailag káros, másrészt úgy látták, megosztja az egyházat, és vitát szül USA-szerte az gyülekezetekben. A "szuperegyház" és a "rendkívüli életek csodái" mögött a színfalak mögött sokszor vezetői elvárásokon keresztül megnyilvánuló erőszak, és egy olyan katonás szervezeti rendszer állt, mely nem tolerálja a tagok egyéniségét.
Ugyanakkor Kip McKean vezetése alatt a Krisztus Nemzetközi Egyháza mozgalom taglétszám szempontjából dinamikusan növekedő egyházközösségekből állt, a médiában többször említették úgy mint a "leggyorsabban növekvő egyház a világon" ugyanis valóban egyike volt a világszerte (de kiemelten az Egyesült Államokban) az 1970-es és 2000-es évek között, taglétszám szempontjából leggyorsabban ütemben gyarapodó keresztény mozgalmainak.
A Time egy teljes oldalas cikket közölt a mozgalomról 1992-ben melyben úgy hívta a mozgalmat mint ami "egyike a világ leggyorsabban növekvő és a leginkább innovatív csoportjainak" ami "egy globális birodalommá vált 103 egyházközösséggel rendelkezik Kaliforniától Kairóig 50 ezer fős vasárnapi istentisztelet látogatottsággal, és mely ugyanakkor aggodalmakat kelt a tekintélyelvű vezetés miatt, mely nyomást helyez a tagokra, és ezért ajánlott szektának tekinteni."

### Lemondása
2001-ben Kip Mckean a Los Angeles-i Krisztus Egyháza véneinek tanácsára ideiglenesen lemondott a Krisztus Nemzetközi Egyházainak világ-szektor vezetői pozíciójáró. Majd Kip McKean 2002-ben mondott le végleg a mozgalom vezetéséről. 2004 és 2005 között Kip McKean újra meg akarta szerezni a mozgalom legfőbb vezetői pozícióját e miatt a KNE egyházak vezetői nyílt levélben figyelmeztették, majd 2005 novemberében a tagegyházaknak elküldött nyílt levélben "megjelölték", mint az egyház tagjainak hitére veszélyes "széthúzó" személyt és kizárták a mozgalomból.

## Nemzetközi Keresztény Egyházak
2006. október 15-én, McKean a Portland Krisztus Egyházának lelkészeként dolgozott amikor publikálta egy tanulmány sorozat első három részét "Partnerek az evangéliumban" címmel. Három éven keresztül a Portland Nemzetközi Krisztus Egyháza nevet valamint később az "Odaszánt Tanítványság Mozgalom" nevet használta. Ebben a három cikkben formálisan bejelentette egy új mozgalom a Nemzetközi Keresztény Egyházak nevű mozgalom létrejötte. 2006 októberét követően számos korábban a Krisztus Nemzetközi Egyházához tartozó helyi gyülekezet mely kapcsolatban állt a portlandi egyházzal változtatta meg a nevét "Nemzetközi Keresztény Egyház" névre.
Így 2006 óta, azok a helyi gyülekezetek melyek McKean vezetése alatt állnak a "Nemzetközi Keresztény Egyház" vagy egyszerűen csak a Keresztény Egyház nevet használja.
2007 áprilisában, McKean és felesége Elena elhagyták a Portlandi Keresztény Egyház nevű vallási közösséget azért, hogy meg tudják alapítani az Angyalok Városa Nemzetközi Keresztény Egyház nevű vallási szervezetet Los Angelesben. McKean és felesége valamint 40 másik Portlandban képzett egyházi vezető költözött Los Angelesbe az új egyház megalapításának céljából.
A Nemzetközi Keresztény Egyházak jelenleg 20 országban van jelen összesen 38 helyi egyházközösséggel és közel 3000 taggal.

## Kiadványok
McKean írta egy rövid könyvet Menj és tegyél tanítványokká embereket: Az álom címmel.
Továbbá ő írta az Első alapelvek című tanulmányozási sorozat füzetet, melynek korábbi kiadását a Krisztus Nemzetközi Egyházaiban a múltban gyakran a térítési folyamat során használtak.

## Fordítás
- Ez a szócikk részben vagy egészben a Kip McKean című angol Wikipédia-szócikk fordításán alapul.  Az eredeti cikk szerkesztőit annak laptörténete sorolja fel. Ez a jelzés csupán a megfogalmazás eredetét és a szerzői jogokat jelzi, nem szolgál a cikkben szereplő információk forrásmegjelöléseként.